# Амауті

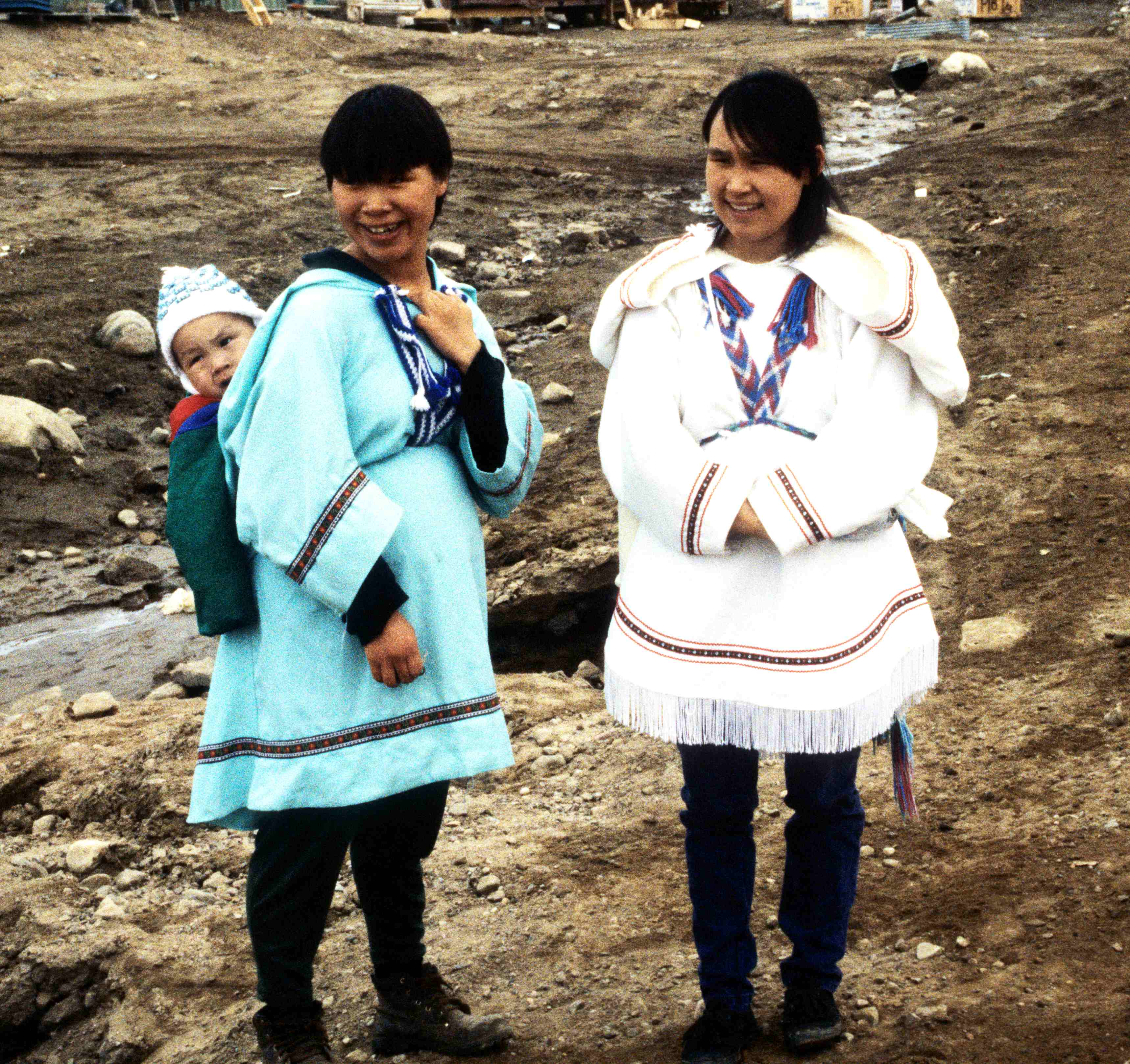
Молоді матері — інуїтки одягнені в амауті

Амауті (amauti, також amaut або amautik) — це традиційна парка інуїтів східної Арктики, призначена для носіння дитини в тому ж одязі, в який одягнута мама; дитина в такому одязі захищена від обмороження, вітру і холоду.

## Опис
Амауті можуть бути виготовлені з різних матеріалів:
- з тюленячої шкіри
- зі шкіри північного оленя (caribou)
- з шерстяної байки (з вітрозахисною зовнішньою оболонкою).

Амауті і нині часто використовується східно-арктичними громадами нунавут і нунавік, також зустрічається в Північно-західних територіях, Гренландії, Лабрадорі та Алясці. Традиційно мати чи інша жінка носить амауті, але одяг може також носити батько дитини, чи інший чоловік. В Південному Баффіні (South Baffin) вважають, що такому чоловіку пощастить на полюванні на деякі види тварин. Непосвячені думають, що дитину носять у відлозі амауті, це помилкове уявлення можна побачити у багатьох творах мистецтва. Хоча відлога в амауті і справді велика, призначена накрити при потребі і матір, і дитину, остання насправді знаходиться в розширенні верхнього одягу. Дитину розміщують животом до спини матері, із зігнутими колінами. На рівні талії в амауті є пояс, що захищає дитину від випадіння.

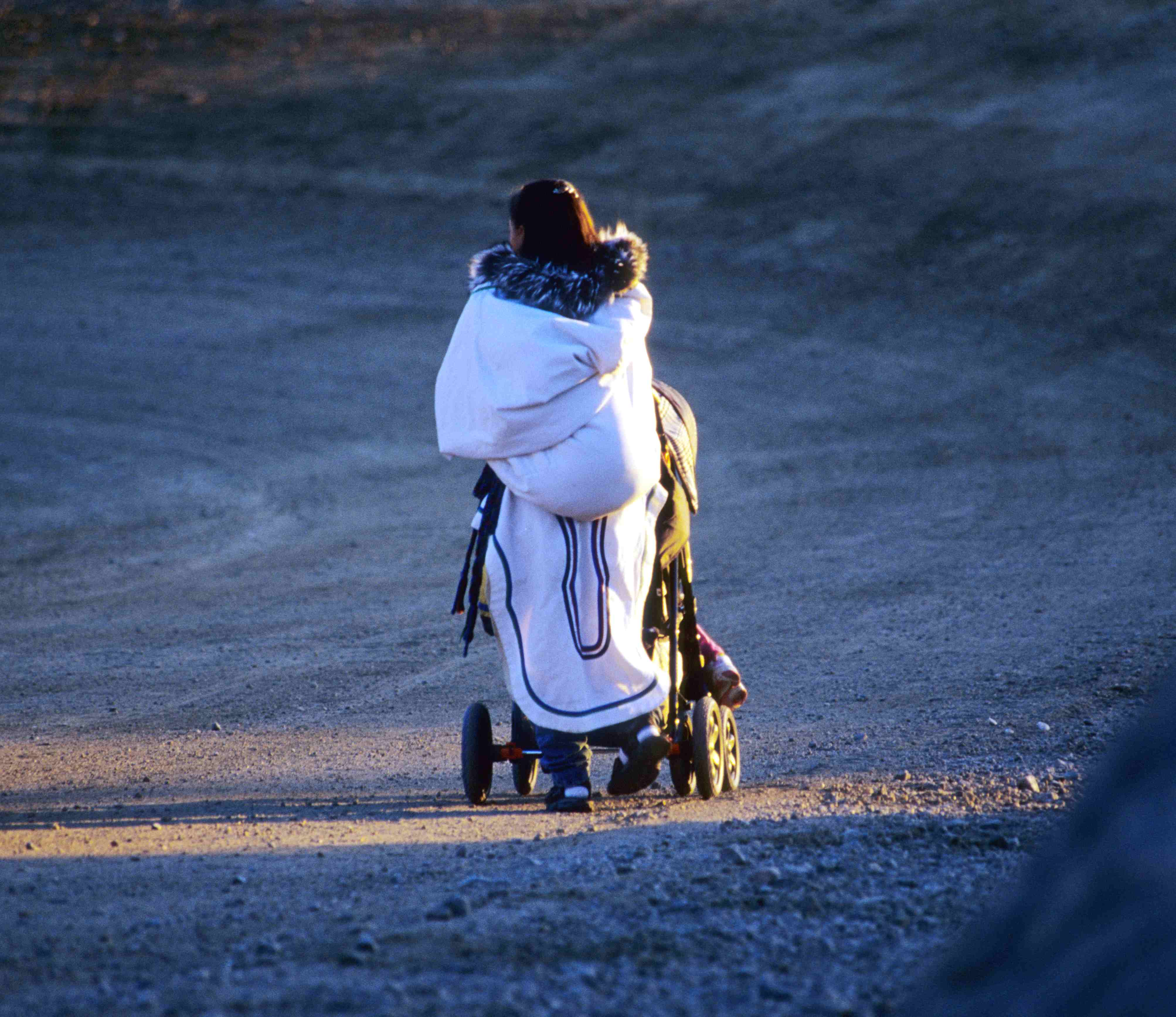
Інуїтка в амауті і з дитячим візочком

Розрізняють два види амауті:
- angajuqtaujaq — на вигляд як сукня (показано на верхньому фото);
- akulik — з довшою зворотною стороною у формі хвоста.

Форма відлоги, оздоблення і форма «хвоста» — все це вказує на регіон походження амауті. Рукави і низ на зимових амауті прикрашені одноколірними смугами, що підкреслюють жіночий фасон. Існують також «літні» варіанти амауті без рукавів, які одягають під час збору ягід або інших занять влітку.
У минулому «хвости» амауті прикрашали талісманами — бісером, черепашками, монетами. Талісмани нібито відволікали увагу злих духів і захищали фертильність.
Нещодавно оздоблене бісером амауті (робота Ooloosie Ashevak) було продане на аукціоні Уоддінгтона за 19 200, 00 $.
Амауті — це не тільки одяг, а й мистецтво, інструмент виховання дітей, жива традиція.

## Галерея

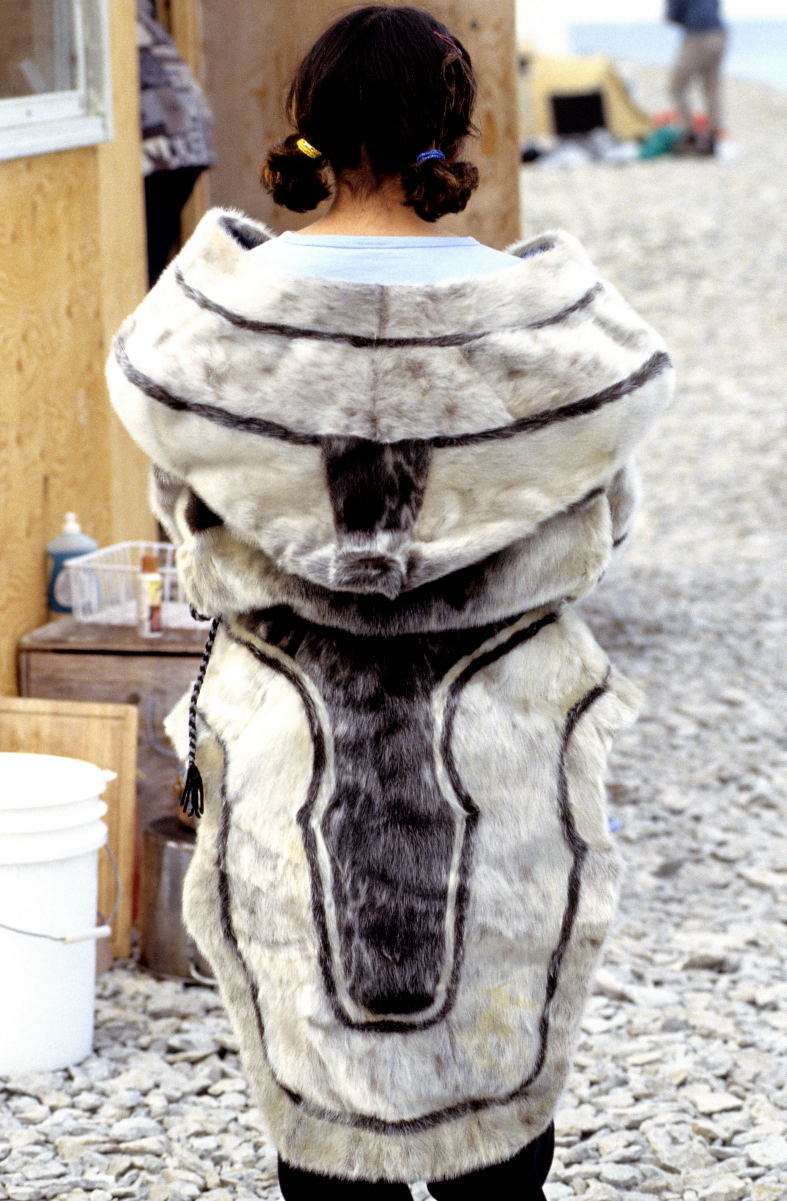
Akulik - "хвостата" амауті
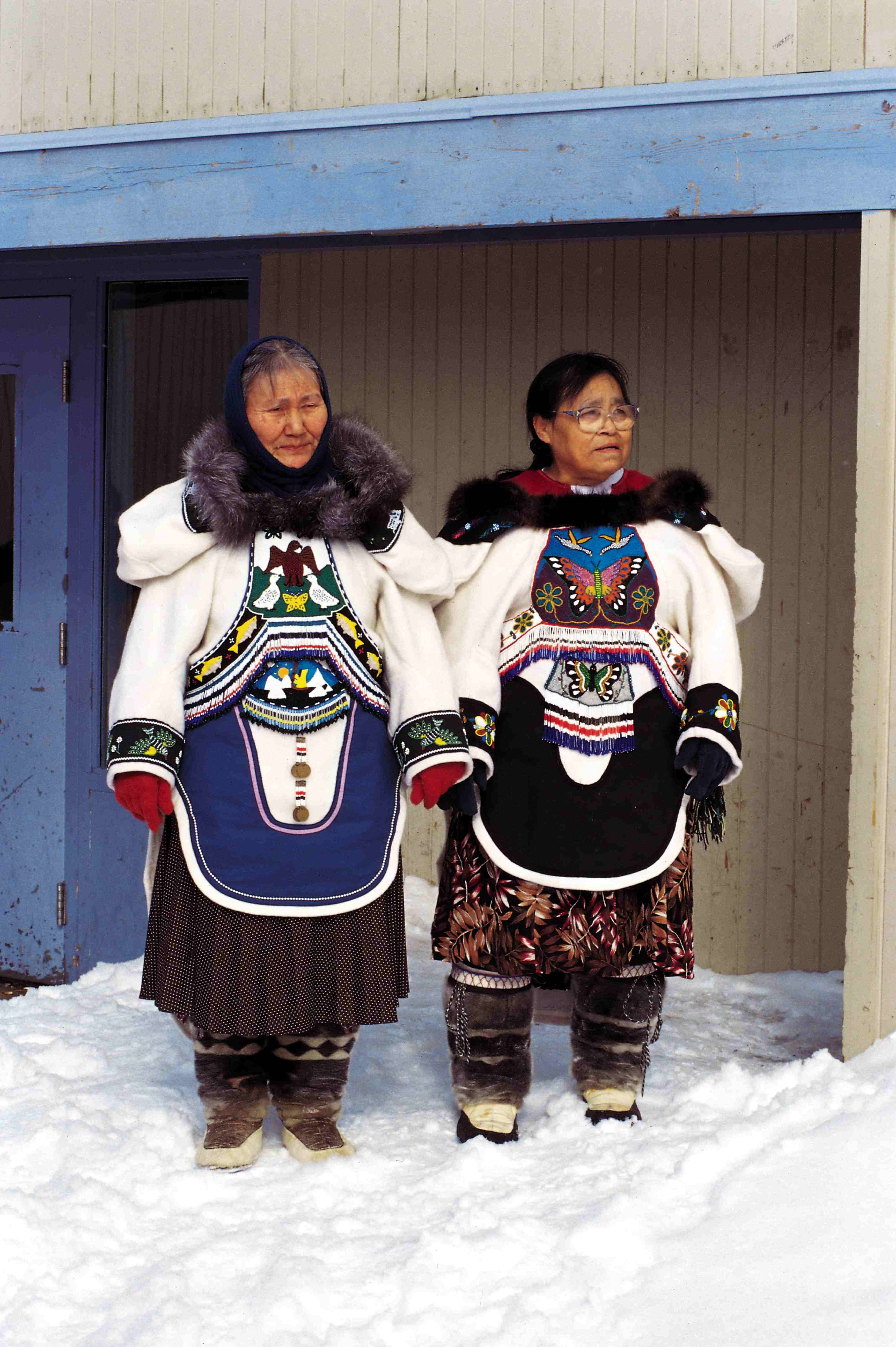
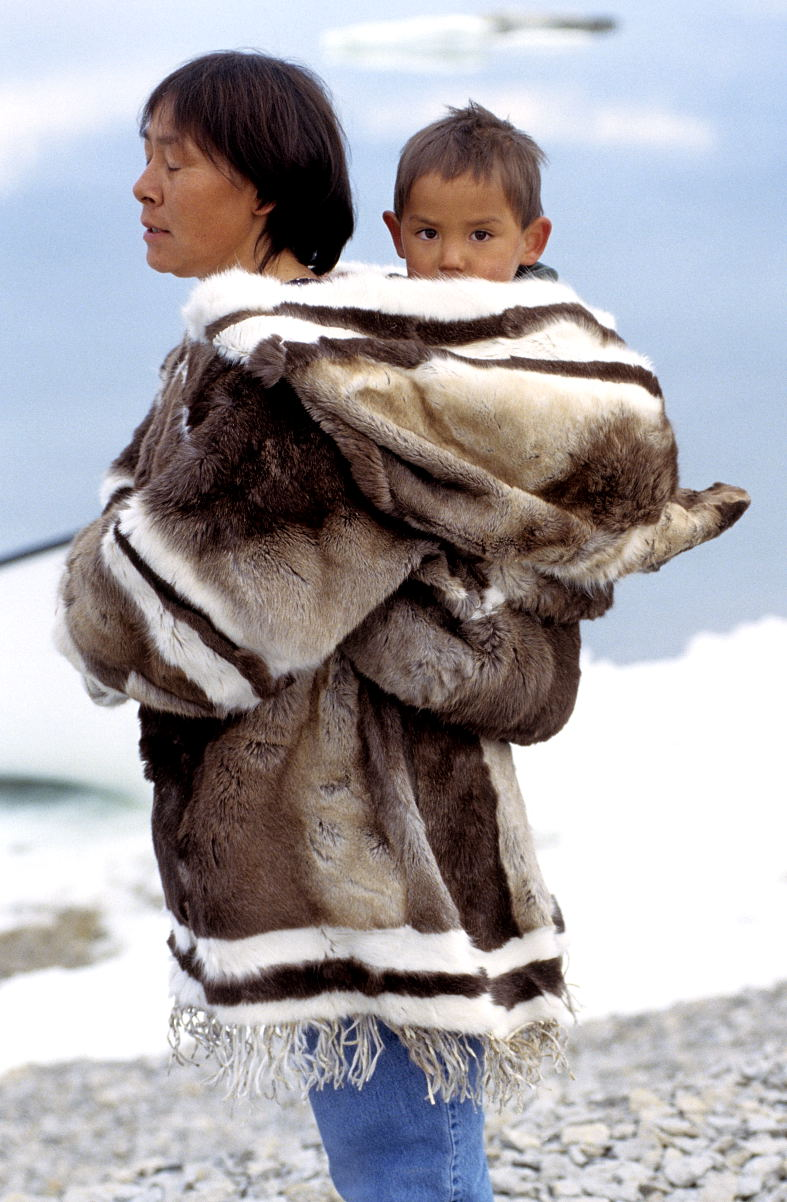
Амауті, виготовлене з карібу
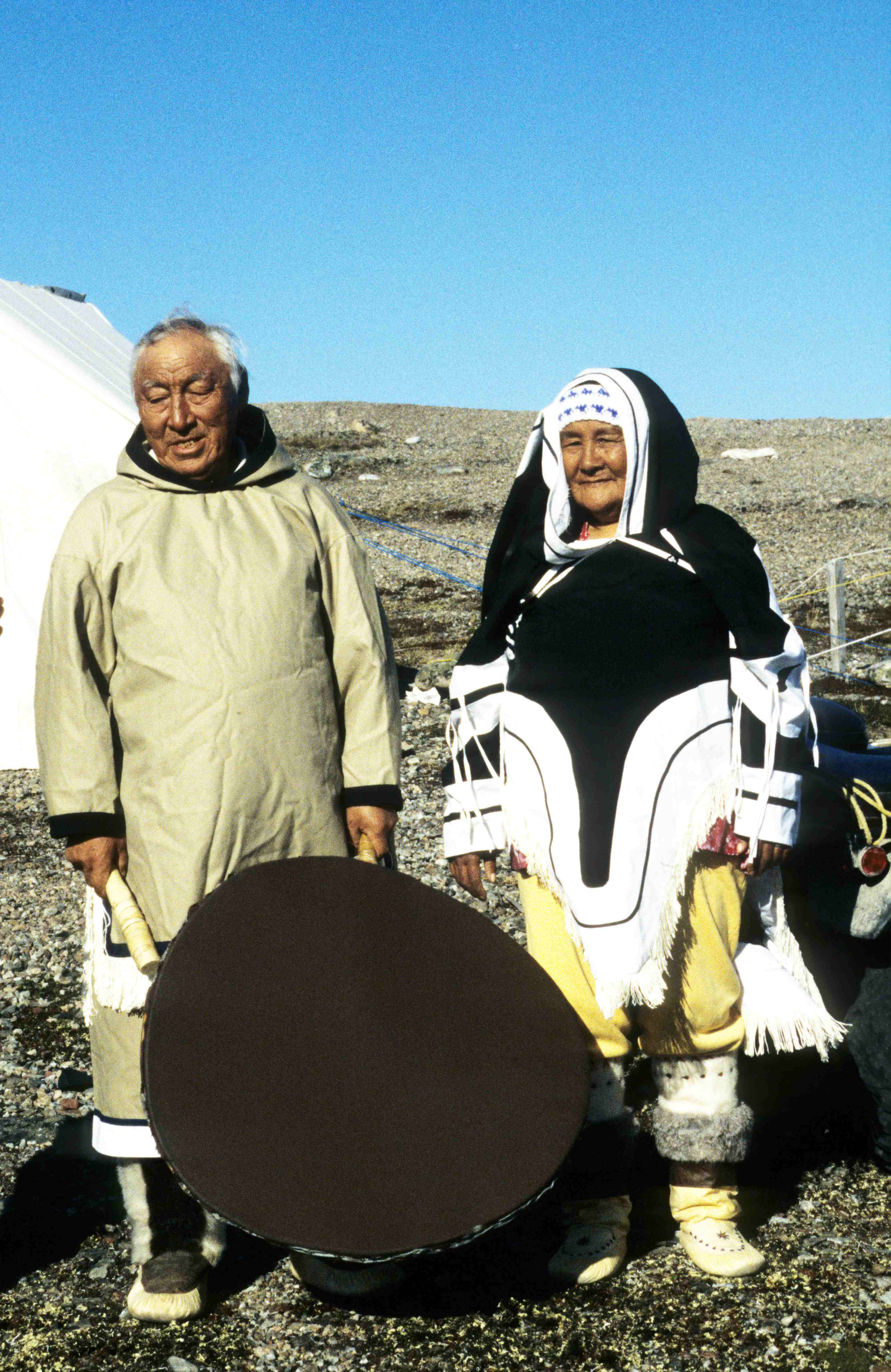
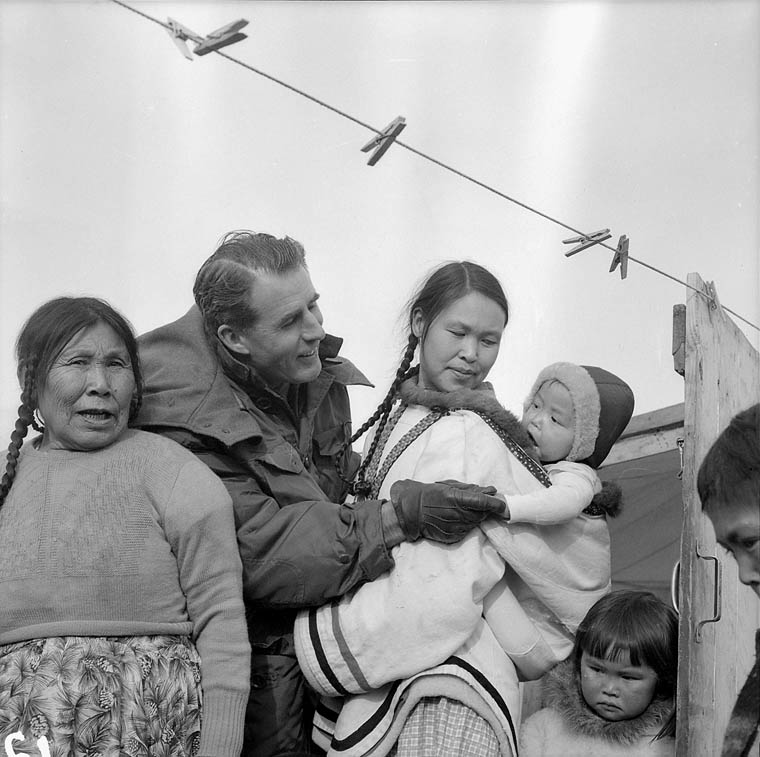
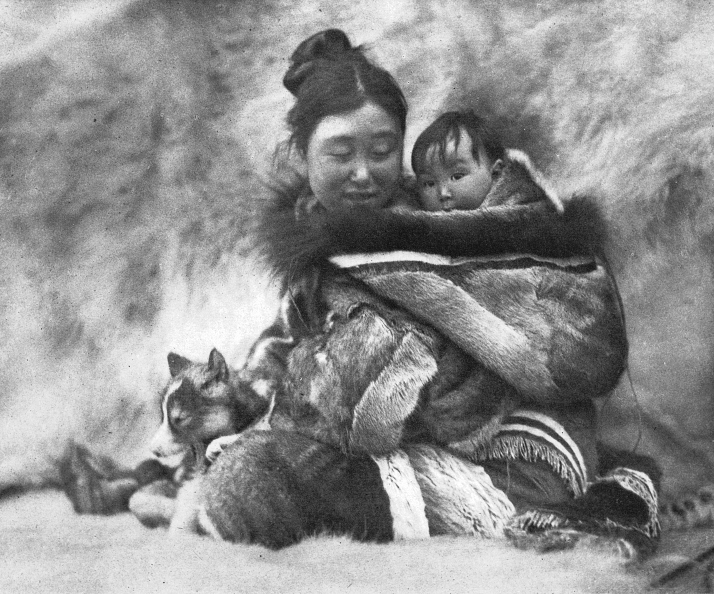
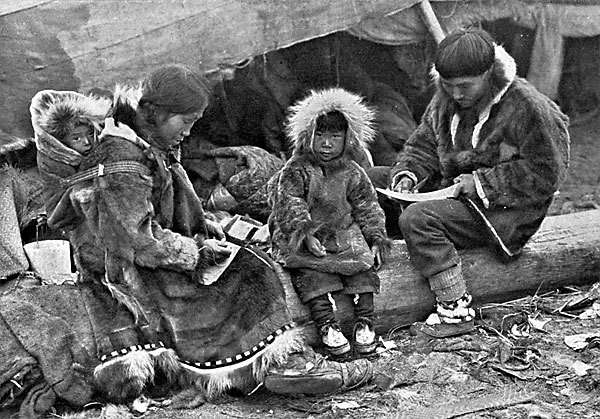